# Cattedrale della Regina del Rosario (Phat Diem)
La cattedrale della Regina del Rosario (in vietnamita: Nhà thờ chính tòa Phát Diệm; in francese: Cathédrale Notre-Dame-Reine-du-Rosaire) è la cattedrale cattolica di Phát Diêm, in Vietnam, ed è sede della diocesi di Phát Diêm.
L'edificio principale è stato completato nel 1899. Il complesso architettonico comprende inoltre cinque cappelle, due grotte, un campanile (chiamato Phuong Dinh), due verande e un calvario.

## Galleria d'immagini

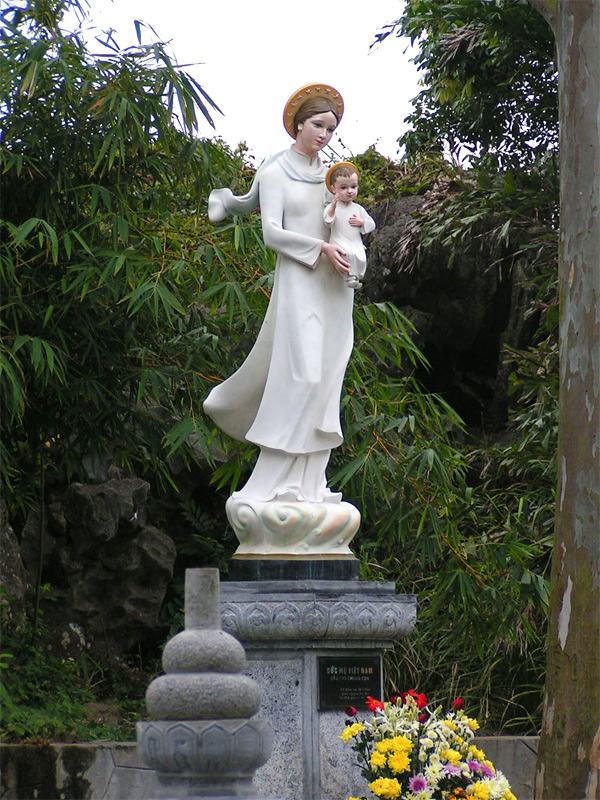
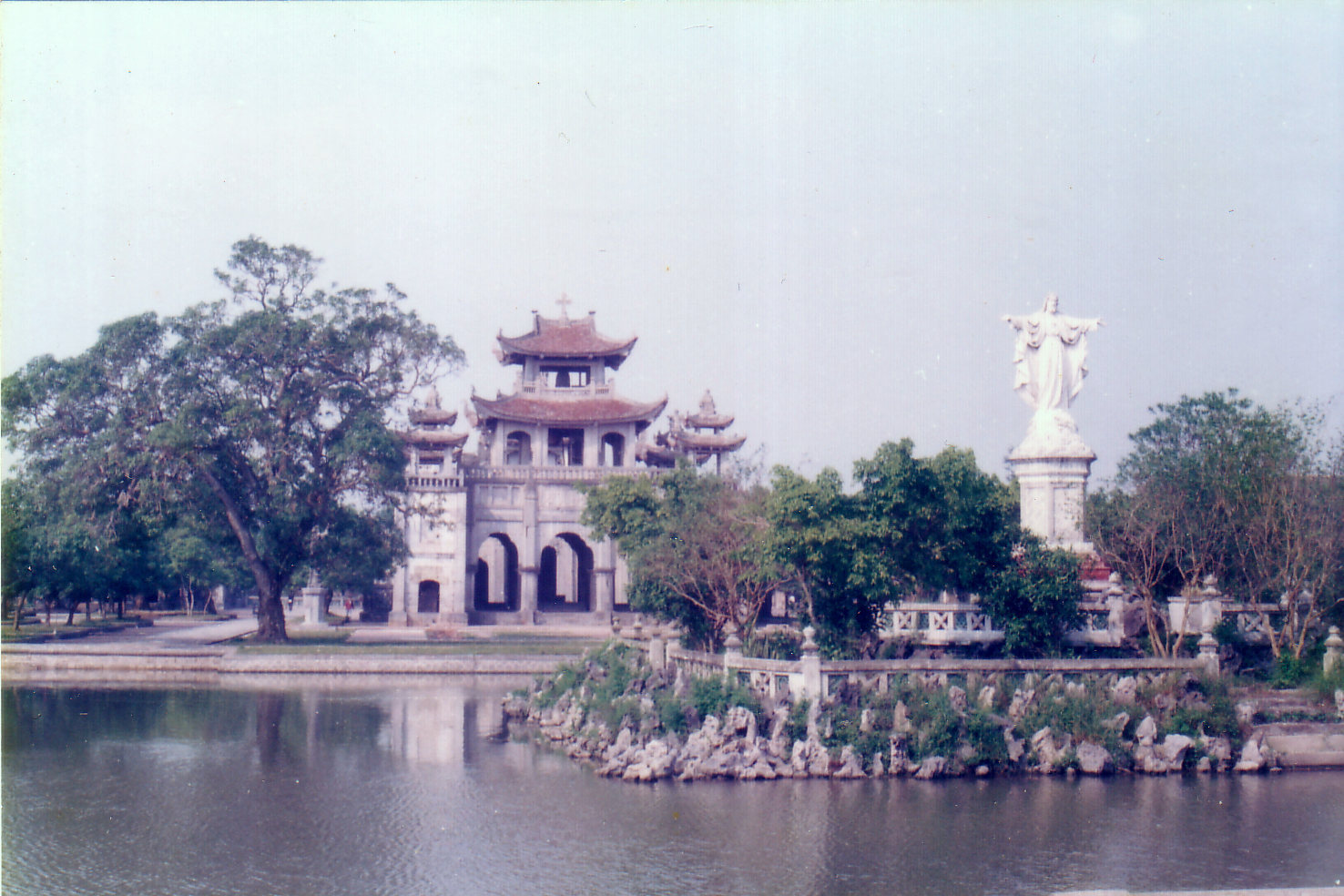
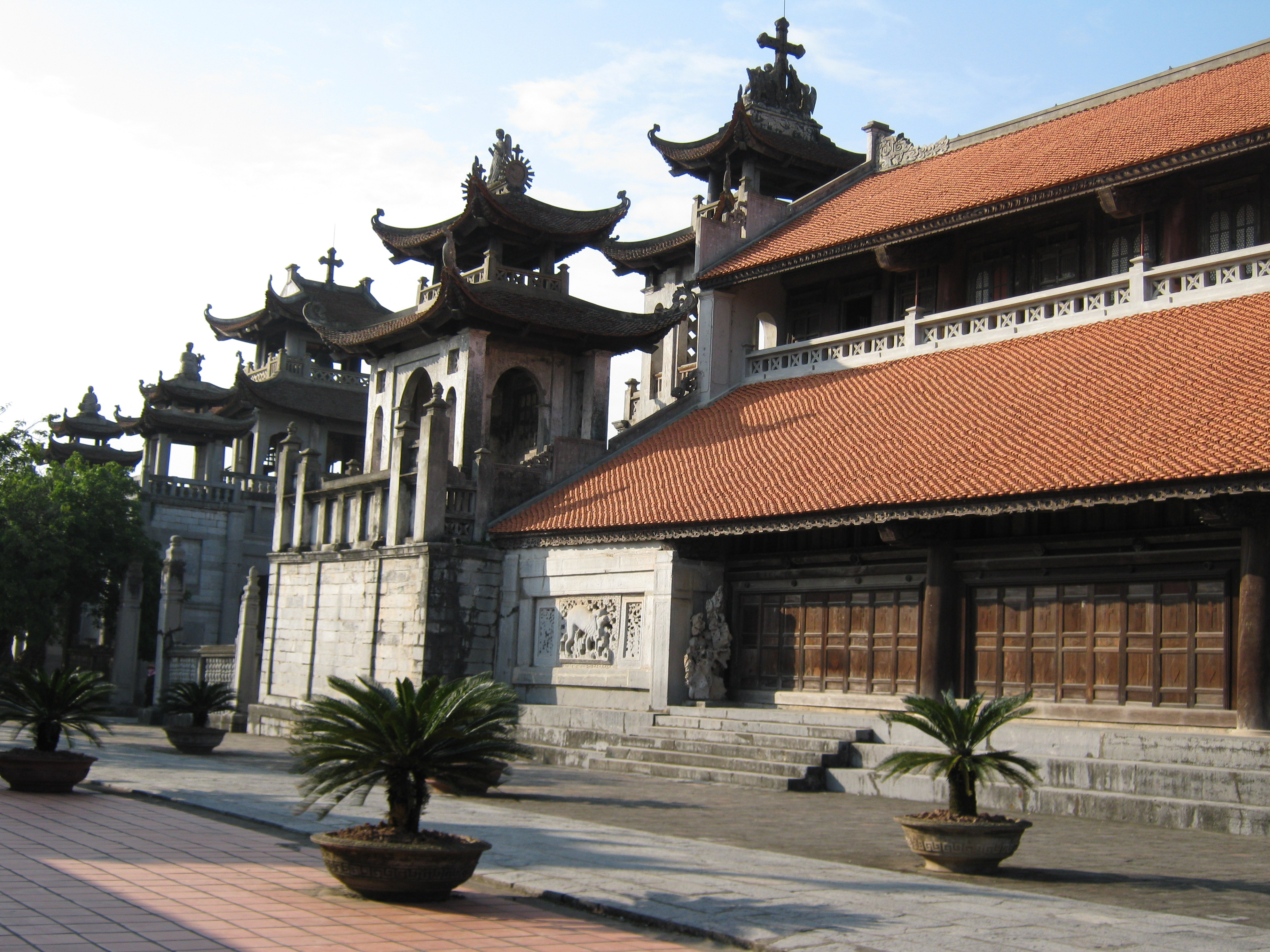
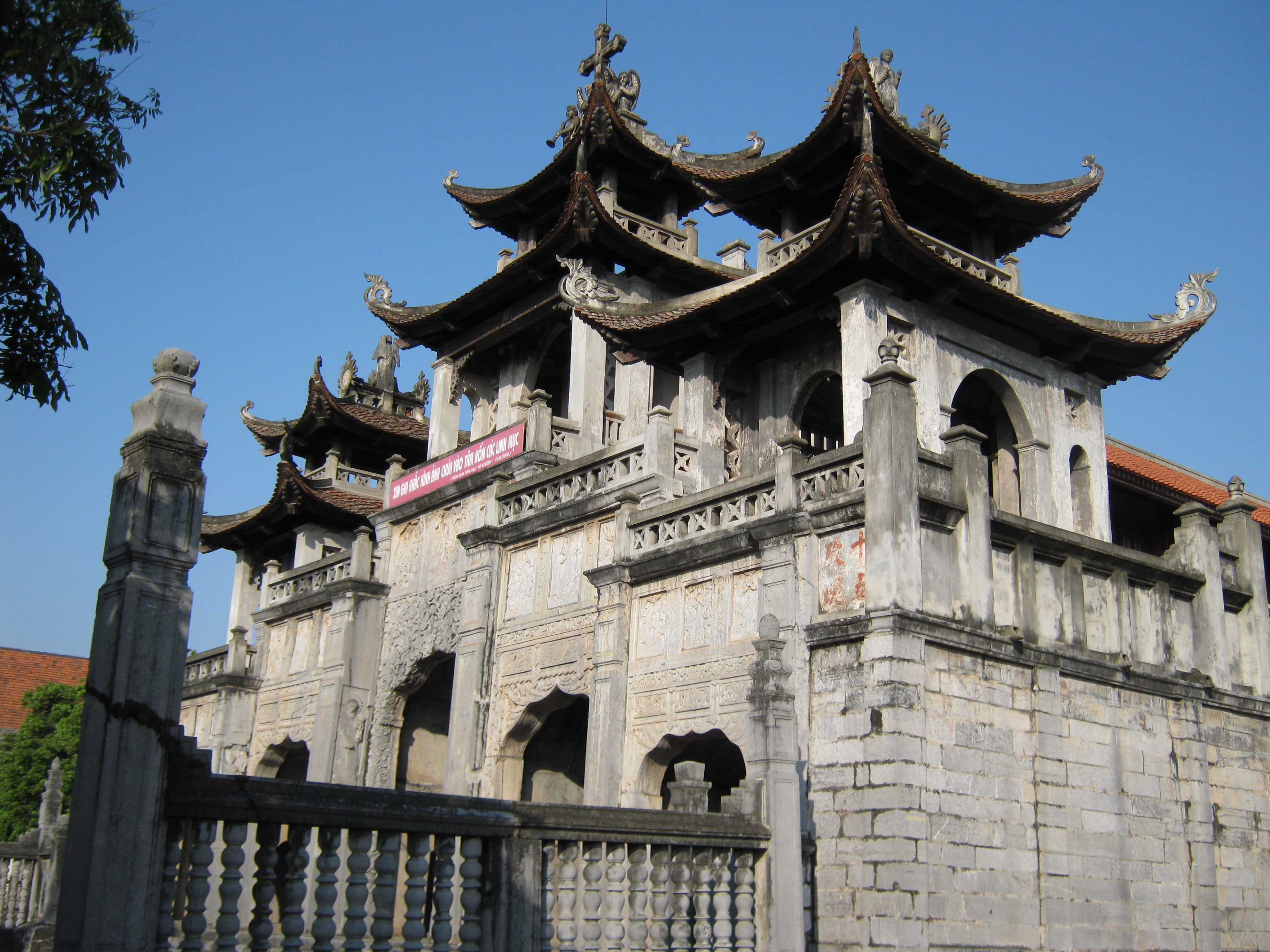
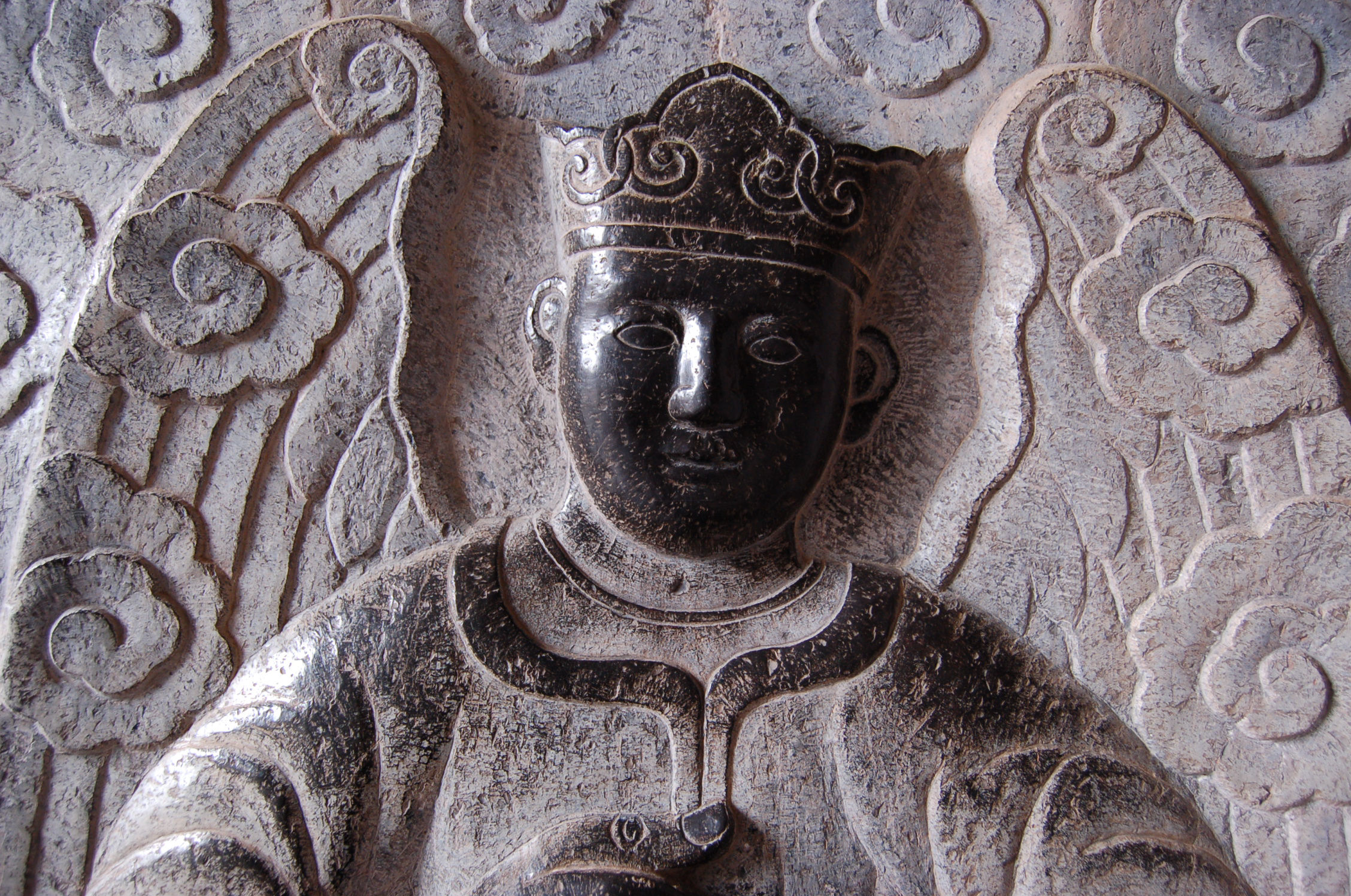